# منتخب بلجيكا لكرة اليد
منتخب بلجيكا الوطني لكرة اليد (بالفرنسية: Équipe de Belgique masculine de handball)‏ هو ممثل بلجيكا الرسمي في المنافسات الدولية في كرة اليد .